# Ušće Shopping Center
Ušće Shopping Center је други највећи тржни центар у Србији и региону. 
Простире се на шест нивоа и 50.000 m² пословног простора и преко 150 продавница, ресторана, барова, играоница, супермаркета и мултиплекс биоскопом са 11 сала, кугланом и играма на срећу.